# Skyscrapers
Skyscrapers è un cortometraggio muto del 1906. Il nome del regista non viene riportato.

## Produzione
Il film fu prodotto dall'American Mutoscope & Biograph. Venne girato a New York.

## Distribuzione
Distribuito dall'American Mutoscope & Biograph, il film uscì nelle sale cinematografiche USA l'8 dicembre 1906. Copia del film viene conservata negli archivi della Library of Congress. La Kino International lo ha inserito in un'antologia in DVD dal titolo The Movies Begin (1894-1913) uscita nel febbraio 2002.